# Paléobiochimie
 (juin 2025).
Si vous disposez d'ouvrages ou d'articles de référence ou si vous connaissez des sites web de qualité traitant du thème abordé ici, merci de compléter l'article en donnant les références utiles à sa vérifiabilité et en les liant à la section « Notes et références ».
La paléobiochimie est une discipline récente qui propose d'apporter des réponses concernant la biochimie et la physiologie des organismes fossiles.
La principale méthode consiste à extraire des molécules organiques (collagène, hémoglobine, chitine…) de fossiles bien préservés de l'érosion.
Ces molécules sont analysées afin de prouver leur caractère ancien (absence de pollution organique actuelle), puis servent à des études génétiques et phylogénétiques.
Les premiers travaux de cette discipline ont été publiés dans les années 1970 pour les Invertébrés et durant la décennie suivante pour les Vertébrés.